# Хохштрассер, Ксавье
Ксавье Даниэль Хохштрассер (нем. и фр. Xavier Daniel Hochstrasser; родился 1 июля 1988 года в Оне) — швейцарский футболист, полузащитник команды «Женолье II».

## Карьера

### Клубная
Воспитанник школ клубов «Оне» и «Этуаль Каруж». С 2005 по 2005 года был заигран за «Серветт» и своей блестящей игрой привлёк внимание селекционеров французской Лиги 1. Своё футбольное развитие ускорил в команде «Янг Бойз», в составе которой участвовал в Лиге чемпионов УЕФА 2010/2011. В первом матче 4-го раунда против «Тоттенхэм Хотспурс» забил гол, что принесло его команде победу со счётом 3:2, но в ответной встрече швейцарцы были биты со счётом 4:1. Часть сезона 2010/2011 отыграл в итальянской «Падове» на правах аренды, куда перешёл 31 января 2011 года. С 2011 года защищал цвета «Люцерна». Контракт футболиста действовал до июня 2015 года, однако в августе 2014 года он перешёл в команду «Лозанна».

### В сборной
В сборной до 21 года дебютировал в 2007 году. В 2009 году был впервые вызван в основную команду для подготовки к матчам отборочного турнира ЧМ-2010, однако не вышел на поле ни в одном матче, а перед финальной частью и вовсе не был включён даже в расширенный состав. Тем не менее, с молодёжной сборной стал серебряным призёром Евро-2011 в Дании и попал на Олимпиаду в Лондон.

## Личная жизнь
Отец, Даниэль Заза — этнический саам. Есть также брат Стив, игрок французской команды «Аяччо». Ксавье женат, его спутницей жизни является подруга детства Сара, у них есть сын Тобиас-Матиас (родился в 2009 году).